# Горалы
Об этнической группе поляков см. статью Гурали.
Гора́лы (лат. Naemorhedus) — род жвачных парнокопытных животных подсемейства козлов, семейства полорогих (ранее их ошибочно причисляли к антилопам).
Животные козлиного облика, средних размеров. Распространены в Юго-Восточной Азии и Японии. Из четырёх видов горалов в России водится только один вид.
В роде горалов насчитывают от 3 — 4 до 6 видов:
- Naemorhedus goral — Гималайский горал
- Naemorhedus caudatus — Амурский горал
- Naemorhedus baileyi — Тибетский горал
- Naemorhedus griseus
- Naemorhedus evansi (= Naemorhedus griseus evansi)[9]
- Naemorhedus bedfordi (= Naemorhedus goral bedfordi)[10]